# Super Meat Boy
Super Meat Boy est un jeu vidéo indépendant de plates-formes conçu par Edmund McMillen et Tommy Refenes, qui forment ensemble le studio de développement Team Meat. Il succède à Meat Boy, un jeu flash issu d'une coopération entre McMillen et Jonathan McEntee en octobre 2008. Il est publié sur Xbox 360 via le Xbox Live Arcade le 20 octobre 2010, sur Windows en novembre 2010, sur Mac OS X le 18 novembre 2011 via Steam, sur Linux en décembre 2011, sur PlayStation 4 et PlayStation Vita le 6 octobre 2015, sur Android le 13 avril 2016 et sur Wii U le 12 mai 2016 et sur Nintendo Switch 11 janvier 2018
Les joueurs contrôlent Meat Boy, un petit personnage rouge et cubique qui doit sauver sa petite amie, Bandage Girl, du joug du principal ennemi du jeu, le Dr Fétus. Il doit traverser plusieurs centaines de niveaux en évitant les multiples obstacles qui les peuplent, à l'aide de sauts millimétrés. Des niveaux supplémentaires pensés par les joueurs peuvent être téléchargés gratuitement.
Le développement du jeu commence en janvier 2009. McMillen dessine les artworks et imagine la structure du jeu et des niveaux, tandis que Refenes fait le travail de programmation ; le jeu est testé par leurs amis et leurs familles. Ils projettent de sortir le jeu début 2010 sur ordinateur personnel et sur WiiWare, la plate-forme de téléchargement de la Wii, mais la date de publication est repoussée car ils souhaitent ajouter plus de contenu. La version WiiWare est ensuite annulée pour cause de limitation technique. La musique du jeu est composée par Danny Baranowsky qui était déjà l'auteur de la bande son de Meat Boy.
Le jeu est acclamé par la critique. En 2010, il reçoit le prix du jeu le plus ardu de la part d'IGN, et le prix du meilleur jeu en téléchargement de GameSpot et GameTrailers. La précision des contrôles, la qualité des graphismes rétro et la bande son sont notamment mises en avant. Les critiques considèrent le jeu comme très difficile, peut-être trop pour permettre à l'ensemble des joueurs d'en profiter. Le jeu est un succès commercial, s'écoulant à plus d'un million d'unités en janvier 2012. Une suite, Super Meat Boy Forever, est sortie fin 2020.

## Système de jeu

### Principe de base
Super Meat Boy est un jeu de plates-formes en deux dimensions. Le joueur contrôle un petit personnage cubique et rouge appelé Meat Boy. Il doit le guider au sein d'un niveau en utilisant ses capacités pour éviter les divers pièges qui se trouvent sur son chemin, et atteindre l'endroit où se trouve Bandage Girl, sa petite amie.
Le jeu n'utilise que deux boutons en plus de ceux qui servent à diriger le personnage : le premier permet de courir, le second de sauter. Meat Boy a à sa disposition une large diversité de saut — notablement, courir avant de faire un saut permet à celui-ci d'être plus long — et est facile à contrôler dans les airs. De plus, il adhère aux murs s'il les percute, et peut alors sauter à nouveau, ce qui lui permet de gravir des obstacles verticaux.
   
En plus de trous dans lesquels il doit éviter de tomber, Meat Boy rencontre sur sa route divers pièges mortels, comme des scies circulaires, des boules de lave, ou des lance-missiles, qui le tuent en un seul coup,. En cas d'échec, il recommence le niveau depuis le début, ce qui est peu punitif car les niveaux sont plutôt courts ; s'il réussit la fin du niveau, une animation montrant simultanément l'ensemble des précédents essais du joueur se lance.
Le level design est conçu de manière que chaque niveau nécessite de nombreux essais avant de pouvoir être réussi. Le joueur est amené à mémoriser le timing et l'itinéraire et à réessayer encore et encore ; mais la frustration de l'échec est compensée par le plaisir de la réussite,,.

La difficulté est assez élevée, le jeu visant surtout un public de joueurs expérimentés,,.

### Modes de jeu
Le jeu comporte sept mondes. Les cinq premiers mondes — qui se nomment The Forest, The Hospital, The Salt Factory, The Hell, The Rapture — contiennent vingt niveaux chacun et se terminent par un boss, qui se débloque une fois dix-sept d'entre eux terminés. Battre le boss permet d'accéder au monde suivant.
Le sixième monde, The End, n'est composé que de cinq niveaux et se finit par un combat final contre l'ennemi principal du jeu, le Dr Fétus, qui marque la fin du jeu. Dans le dernier monde, The Cotton Alley, qui est débloqué après la victoire contre le Dr Fétus, les rôles sont inversés : c'est Bandage Girl, contrôlé par le joueur, qui doit sauver Meat Boy.
Chaque monde — et donc chaque niveau — existe en deux versions : la version de base, appelée Light World, et une version plus difficile, nommée Dark World. Ces derniers niveaux se débloquent en réussissant à terminer leurs analogues plus simples en un temps suffisamment faible. Les mondes du Dark World ne se concluent pas par un boss, mais un niveau suffisant de complétion permet d'accéder à une seconde fin du jeu après une seconde confrontation avec le Dr Fétus.
Dans certains niveaux, des objectifs complémentaires sont proposés au joueur. Des bandages sont disséminés dans chaque monde, généralement à des endroits difficiles d'accès ; en ramasser suffisamment permet de débloquer d'autres personnages jouables. 

En outre, certains niveaux ont une seconde sortie, qui permet d'accéder à des niveaux spéciaux. Ceux-ci, appelés « Warp zones », se présentent par série de trois niveaux que le joueur doit finir en trois vies, et ressemblent graphiquement à des jeux de consoles 4-bits ou 8-bits, voire de Game Boy.
Au total, on compte plus de 300 niveaux dans l'ensemble du jeu. À ce nombre s'ajoutent les niveaux de Super Meat World, un éditeur de niveau qui n'est cependant disponible que sur la version Steam ; les autres plates-formes doivent se contenter de Teh Internets, un monde supplémentaire dans lequel les développeurs publient parfois de nouveaux niveaux.

### Personnages
En plus de Meat Boy, il existe plusieurs personnages déblocables en provenance de jeux indépendants, chacun disposant de capacités uniques. Ces personnages peuvent être débloqués en collectant suffisamment de bandages ou en finissant certaines warp zones. Certains bandages ne peuvent être collectés qu'à l'aide de certains de ces personnages. De plus, les personnages disponibles dépendent de la version du jeu. Toutes les comparaisons sont faites par rapport à Meat Boy.
Toutes versions :
- Meat Boy (de multiples variations de ce personnage sont déblocables : Meat Boy 8-bit, Meat Boy 4-bit…)
- Bandage Girl (jouable au chapitre 7) : mêmes capacités que Meat Boy
- Commander Video (série Bit.Trip) : gravite en l'air temporairement
- Flywrench : peut effectuer un triple saut et descendre ou monter le long des murs, mais est très lourd
- Jill (Mighty Jill Off) : peut freiner sa chute grâce à des aérofreins
- Ogmo (Jumper) : peut effectuer un double saut
- The Kid (I Wanna Be the Guy) : peut effectuer un double saut, un peu plus précis qu'Ogmo
- Alien Hominid (Alien Hominid) : peut tirer vers le bas pour sauter plus haut ou ralentir sa chute
- Meat Ninja : peut se téléporter juste avant de mourir pour éviter un obstacle mortel
- Brownie : jouable après l'avoir battu, via un code et en devmode dans les versions Windows et Mac
- Tim (Braid) : peut remonter trois secondes dans le temps et tuer des ennemis dans le même temps

Exclusifs à la version XBLA :
- Gish (Gish) : peut coller aux murs et glisser le long des plafonds
- Spelunky (Spelunky) : dispose d'un saut explosif
- The Ninja (N/N+) : peut courir plus vite
- Pink Night (Castle Crashers)

Exclusifs à la version Windows/Mac/Linux :
- Steve (Minecraft) : peut construire et détruire une infinité de blocs pour passer facilement un niveau mais les niveaux ne sont pas comptabilisés
- Captain Viridian ou The Captain (VVVVVV) : peut inverser la gravité
- Josef (Machinarium) : peut tourner les bras pour planer ou sauter plus haut
- Headcrab (Half-Life) : peut coller aux murs ; exclusif à la version Steam
- Goo Ball (World of Goo) : peut coller aux murs et glisser le long des plafonds ; version non-Steam, et version Steam via code ou devmode
- RunMan (RunMan: Race Around the World) : peut courir très vite
- Naija (Aquaria) : flotte dans les airs puis vole vers la destination désirée
- Tofu Boy : très faible à cause d'une carence en fer ; jouable en tapant « petaphile » à l'écran de sélection des personnages ou en devmode
- Dr Fetus : peut tirer des missiles ; jouable uniquement via devmode

## Univers
L'histoire du jeu est un pot-pourri de scénarios de jeux vidéo sortis au début des années 90. La trame principale est une utilisation flagrante du trope de la demoiselle en détresse : Meat Boy part à la poursuite de Dr Fétus — un fétus en costard-cravate — qui a kidnappé sa petite amie, Bandage Girl.
Elle est racontée au moyen de cinématiques animées, qui se déclenchent le plus souvent au début et à la fin de chaque monde. Chacune des cinématiques d'introduction fait référence à celle d'un ancien jeu de Nintendo ; dans l'ordre, ce sont Street Fighter 2, Castlevania, Adventures of Lolo, Ninja Gaiden, Mega Man 2, Pokémon Rouge et Bleu et Ghosts'n Goblins.

La série de jeu auquel il est fait le plus de références est celle des Super Mario. Henry Gilbert, journaliste de GamesRadar+, en répertorie une dizaine, allant de l'aspect de l'écran de sélection de personnage — qui rappelle celle de Super Mario Bros. 2 — à la manière de tuer le Dr Fétus qui est identique à la manière dont Mario se débarrasse de Bowser dans Super Mario Bros.. 
Mais la référence la plus évidente est dans le titre, puisque Super Meat Boy a le même acronyme que Super Mario Bros..

## Développement et marketing
La version originale de Meat Boy est un jeu flash créé par Edmund McMillen et programmé par Jonathan McEntee. Il est développé sur une période de trois semaines, et est publié sur Newgrounds le 5 octobre 2008,. De nouveaux niveaux sont ensuite ajoutés le 8 décembre 2008. En avril 2009, il aura été vu 840 000 fois sur ce site, et plus de huit millions de fois au total.
McMillen commence le développement de Super Meat Boy sur requête de Microsoft et de Nintendo qui souhaitent qu'il conçoive un jeu pour les services de téléchargement de leurs consoles respectives, la Xbox 360 et la Wii, après avoir été impressionnés par le succès de ses jeux Aether et Meat Boy,. À cette période, il travaille avec Tommy Refenes sur un jeu appelé Grey Matter ; il prévoit tout d'abord de faire une suite à Aether ou à Gish, mais il décide finalement de former la Team Meat avec son partenaire du moment pour concevoir une suite à Meat Boy,. L'équipe de développement comprend également le compositeur Danny Baranowsky et le sound designer Jordan Fehr.
Elle décrit leur projet comme « un grand retour vers les jeux classiques difficiles de l'époque de la NES, comme Ghosts'n Goblins, Mega Man, et la version japonaise de Super Mario Bros. 2 », avec une intrigue écrit comme « un pot pourri de l'ensemble des scénarios de jeu vidéo du début des années 90 ». Super Meat Boy est explicitement désignée par ses développeurs comme une réminiscence de Super Mario Bros..
McMillen travaille sur le level design et sur les artworks, tandis que Refenes fait le travail de programmation ; le jeu est testé par leurs amis et leurs familles,. Ils vivent aux deux côtés opposés des États-Unis, et ne peuvent donc se rencontrer que quelques fois pendant le développement. Ils développent le schéma de contrôle par itération, essayant de trouver celui qui serait le plus fluide et le plus logique. Plutôt qu'utiliser un moteur de jeu pré-fabriqué, Refenes en programme un propre au jeu. 
Le jeu devait initialement comprendre cent niveaux et un mode multijoueur en coopération ou en compétition. Cette dernière option est finalement éliminée, et le nombre de niveaux est significativement augmenté,.
Le jeu a été délibérément conçu pour être proche de jeux rétros, sauf en ce qui concerne la gestion de la difficulté. L'objectif était qu'il soit difficile mais pas frustrant ; le joueur a un nombre infini de vies, il n'y a pas de phase d'exploration, les niveaux sont courts et recommencer un niveau est rapide. La fonctionnalité permettant de revoir ses échecs successifs est prévue pour transformer la mort en une forme de récompense,.
Le développement commence en janvier 2009. Annoncé pour WiiWare et PC, il devait sortir pendant le premier trimestre de 2010. La date de sortie est cependant repoussée au quatrième trimestre parce que la Team Meat voulait plus de temps pour ajouter des niveaux supplémentaires. En février 2010, l'équipe annonce sur Twitter que le jeu sortira aussi sur XBLA. Le lendemain, ils précisent que les différentes versions arriveront au même mois, mais que le service de contenu téléchargeable de la Xbox 360 sera le premier à l'accueillir à cause d'obligations contractuelles. 
En août 2010, Microsoft les contacte et leur propose de publier le jeu dans le cadre d'une promotion automnale appelée Game Feast, deux mois plus tard. Ils ont l'impression d'avoir besoin de quatre mois pour terminer le jeu, mais n'ont pas assez de ressource financière pour subsister jusqu'à une sortie printanière. Pendant ces deux mois, ils travaillent constamment, dorment cinq heures par nuit et oublient fréquemment de manger, un processus qu'ils « ne recommenceront jamais volontairement ». Cette période est décrite dans le documentaire Indie Game: The Movie,.
Selon McMillen, Microsoft n'avait pas de grandes attentes quant aux ventes du jeu, et sa promotion a donc été faible. La Game Feast n'apporte aucune amélioration de ce point de vue, quoique que les ventes de Super Meat dépassaient celles des autres jeux proposés. L'effort fait pour présenter le jeu à temps pour la Game Feast est décrite par l'équipe comme étant « la pire décision qu'ils aient prises pendant la période de développement, et de loin ». 
Le jeu sort finalement en octobre 2010 sur XBLA et sur Steam et Direct2Drive un mois plus tard. McMillen note que la version PC est mieux promue que la version XBLA,. 
Il est porté par la suite sur Mac OS X en novembre 2011, et sur Linux en décembre 2011, dans le cadre du quatrième Humble Indie Bundle,.
À cause du manque d'intérêt de Sony, la Team Meat s'était engagée à ne pas sortir le jeu sur leurs consoles. Malgré cette déclaration, le jeu est finalement commercialisé sur PlayStation 4 et PlayStation Vita le 6 octobre 2015. La sortie sur WiiWare a été annulée car le jeu prenait trop de place pour les exigences de Nintendo. Ils envisagent un temps de sortir le jeu sur Wii, mais aucun des éditeurs tiers qu'ils ont approché n'accepte, car la console est en fin de vie,. Il sort en édition limitée sur support physique sur PC en avril 2011. Il inclut des bonus, comme des vidéos des coulisses du développement, un disque contenant les musiques du jeu, et un comic de Super Meat Boy. 
En 2012, ils commencent à concevoir une version mobile pour Android et iOS. Ils souhaitent adapter le gameplay pour le rendre plus adapté aux écrans tactiles que le jeu original.
La Team Meat commercialise plusieurs objets et logiciels reliés à Super Meat Boy. Parmi eux, Super Meat Boy Handheld, une application iOS publiée en avril 2010 qui ressemble à un Tiger Electronic Handheld. Il s'agit d'une blague en référence à la comparaison que Tommy Refenes a fait entre ce dernier objet et l'iPhone, qui lui a valu de voir son jeu Zits & Giggles retiré de l'iTunes Store,.
McMillen a également conçu un mini-jeu Super Meat Boy, qui a été intégré au jeu WarioWare D.I.Y..
La Team Meat vend des charmes, des peluches, des posters, des t-shirts, des stickers, des balles anti-stress, et une édition limitée du comic Super Meat Boy,,,. En 2011, Voxelous vend quatre figurines à effigie de Meat Boy, Bandage Girl, Brownie et Tofu Boy, et plus tard Jill, Commander Video, Dr Fetus et Ogmo,.

### Musique
La bande son de Super Meat Boy est composée par Danny Baranowsky, qui avait déjà travaillé sur celle de Canabalt, Cortex Command, Gravity Hook, ainsi que celle de Meat Boy. McMillen connait les autres travaux de Baranowsky, et le contacte tard dans le cycle de développement de Meat Boy, en lui demandant de fournir n'importe quel morceau qu'il aurait sous la main. Ces morceaux seront intégrés à Super Meat Boy au sein d'une bande-son plus fournie. Il prend garde à ce que la musique ne prenne pas le pas sur les effets sonores. 
Baranowsky a une liberté totale pour composer la musique, et garde tous les droits sur eux. McMillen pense qu'être plus impliqué dans le jeu lui a permis d'exprimer la partie de lui qui est « maniaque, obsessive, complexe, et pleine de vie ». Selon McMillen, la bande son « augmente les battements du cœur, est complémentaire à chaque aspect du gameplay, et reste en tête pour des jours et des jours ».
Le 26 octobre 2010, la bande son, sous le nom de Super Meat Boy! Soundtrack, est publiée comme album téléchargeable via Bandcamp. Elle comprend 34 morceaux d'une durée totale de 100 minutes. Le 11 juin 2011, une édition spéciale, appelée Nice to Meat You est mise en circulation par la Team Meat et par le compositeur, à la fois en téléchargement et sur support physique. Elle inclut un second disque qui contient des morceaux non compris dans l'édition originale, et plusieurs remix supplémentaires. 73 morceaux sont présents au total, pour 2 heures et 25 minutes. L'illustration de l'album est de McMillen. 
Trois morceaux sont intégrés comme contenu téléchargeable pour Rock Band 3 en juin 2011.
Les versions PlayStation 4 et PlayStation Vita comportent de nouvelles musiques composées par Matthias Bossi, Jon Evans, David Scatliffe et Laura Shigihara. En effet, Danny Baranowsky n'a pas désiré que ses compositions soient présentes car il avait décidé de ne plus travailler avec la Team Meat.
Liste des morceaux de Nice to Meat You
| Disque 1 | Disque 1                       | Disque 1 | Disque 1 | Disque 1 | Disque 1 | Disque 1 | Disque 1 | Disque 1 | Disque 1 |
| No       | Titre                          | Durée    |          |          |          |          |          |          |          |
| -------- | ------------------------------ | -------- | -------- | -------- | -------- | -------- | -------- | -------- | -------- |
| 1.       | Boy Meats Girl                 | 01:04    |          |          |          |          |          |          |          |
| 2.       | Super Meat Boy!                | 00:38    |          |          |          |          |          |          |          |
| 3.       | Forest Funk                    | 03:00    |          |          |          |          |          |          |          |
| 4.       | Ballad of the Burning Squirrel | 02:51    |          |          |          |          |          |          |          |
| 5.       | The Battle of Lil' Slugger     | 02:14    |          |          |          |          |          |          |          |
| 6.       | Betus Blues                    | 03:12    |          |          |          |          |          |          |          |
| 7.       | C.H.A.D.'s Broken Wind         | 03:46    |          |          |          |          |          |          |          |
| 8.       | C.H.A.D.'s Lullaby             | 02:25    |          |          |          |          |          |          |          |
| 9.       | Can o' Salt                    | 03:20    |          |          |          |          |          |          |          |
| 10.      | Rocket Rider                   | 03:00    |          |          |          |          |          |          |          |
| 11.      | Fast Track to Browntown        | 02:24    |          |          |          |          |          |          |          |
| 12.      | Hot Damned                     | 02:54    |          |          |          |          |          |          |          |
| 13.      | Devil N' Bass                  | 02:40    |          |          |          |          |          |          |          |
| 14.      | Meat Golem                     | 02:45    |          |          |          |          |          |          |          |
| 15.      | It Ends                        | 03:23    |          |          |          |          |          |          |          |
| 16.      | Dr. Fetus' Castle              | 03:02    |          |          |          |          |          |          |          |
| 17.      | Larries' Lament                | 02:49    |          |          |          |          |          |          |          |
| 18.      | It Ends 2: End Harder          | 03:06    |          |          |          |          |          |          |          |
| 19.      | Carmeaty Burana                | 04:25    |          |          |          |          |          |          |          |
| 20.      | Escape!                        | 02:36    |          |          |          |          |          |          |          |
| 21.      | End Credits                    | 01:38    |          |          |          |          |          |          |          |
| 22.      | McLarty Party People           | 03:00    |          |          |          |          |          |          |          |
| 23.      | Meat Spin                      | 01:41    |          |          |          |          |          |          |          |
| 24.      | Forest Funk RETRO              | 03:00    |          |          |          |          |          |          |          |
| 25.      | Betus Blues RETRO              | 03:12    |          |          |          |          |          |          |          |
| 26.      | Can o' Salt RETRO              | 03:20    |          |          |          |          |          |          |          |
| 27.      | Hot Damned RETRO               | 02:53    |          |          |          |          |          |          |          |
| 28.      | It Ends RETRO                  | 03:24    |          |          |          |          |          |          |          |
| 1:17:42  |                                |          |          |          |          |          |          |          |          |

| Disque 2 | Disque 2                                                          | Disque 2 | Disque 2 | Disque 2 | Disque 2 | Disque 2 | Disque 2 | Disque 2 | Disque 2 |
| No       | Titre                                                             | Durée    |          |          |          |          |          |          |          |
| -------- | ----------------------------------------------------------------- | -------- | -------- | -------- | -------- | -------- | -------- | -------- | -------- |
| 1.       | A Rival – mAEt b0y (REMIX)                                        | 04:40    |          |          |          |          |          |          |          |
| 2.       | Benjamin Briggs – Spoiled R0TT3N (REMIX)                          | 03:28    |          |          |          |          |          |          |          |
| 3.       | Mattias Häggström Gerdt – MATTIAS' MANMEAT MIX (REMIX)            | 03:25    |          |          |          |          |          |          |          |
| 4.       | George "Android-Music" Dziov – Metal Meat (REMIX)                 | 03:20    |          |          |          |          |          |          |          |
| 5.       | Inverse Phase – Boss Burger N' Chips (REMIX)                      | 03:33    |          |          |          |          |          |          |          |
| 6.       | C418 – Meatcraft (REMIX)                                          | 03:31    |          |          |          |          |          |          |          |
| 7.       | Josh Whelchel – Power of the Meat (feat. Melinda Hershey) (REMIX) | 05:31    |          |          |          |          |          |          |          |
| 8.       | Trailer Intro                                                     | 01:09    |          |          |          |          |          |          |          |
| 9.       | Meat Boy (Flash) – Title                                          | 01:14    |          |          |          |          |          |          |          |
| 10.      | World Map Theme                                                   | 01:12    |          |          |          |          |          |          |          |
| 11.      | Meat Fighter II                                                   | 00:27    |          |          |          |          |          |          |          |
| 12.      | Dun Dun Dun!!!                                                    | 00:05    |          |          |          |          |          |          |          |
| 13.      | Chapter 1 Menus                                                   | 01:08    |          |          |          |          |          |          |          |
| 14.      | Meat Boy (Flash) – Forest                                         | 01:43    |          |          |          |          |          |          |          |
| 15.      | The Tragic Squirrel                                               | 00:53    |          |          |          |          |          |          |          |
| 16.      | Wups!                                                             | 00:02    |          |          |          |          |          |          |          |
| 17.      | Meatroidvania                                                     | 00:06    |          |          |          |          |          |          |          |
| 18.      | Chapter 2 Menus                                                   | 01:08    |          |          |          |          |          |          |          |
| 19.      | ...And Potatoes                                                   | 01:20    |          |          |          |          |          |          |          |
| 20.      | Chapter 2 Cutscene Score                                          | 00:43    |          |          |          |          |          |          |          |
| 21.      | Chapter 3 Menus                                                   | 01:08    |          |          |          |          |          |          |          |
| 22.      | Meat Boy (Flash) – Salt Factory                                   | 02:53    |          |          |          |          |          |          |          |
| 23.      | Chapter 3 Cutscene Score                                          | 00:33    |          |          |          |          |          |          |          |
| 24.      | Chapter 4 Menus                                                   | 01:08    |          |          |          |          |          |          |          |
| 25.      | Chapter 4 Cutscene Score                                          | 00:28    |          |          |          |          |          |          |          |
| 26.      | Chapter 5 Menus                                                   | 01:08    |          |          |          |          |          |          |          |
| 27.      | Meat Boy (Flash) – Hell                                           | 03:24    |          |          |          |          |          |          |          |
| 28.      | It Ends with a Whimper                                            | 03:05    |          |          |          |          |          |          |          |
| 29.      | ???                                                               | 00:04    |          |          |          |          |          |          |          |
| 30.      | Chapter 5 Cutscene Score                                          | 00:17    |          |          |          |          |          |          |          |
| 31.      | Chapter 6 Menus                                                   | 01:33    |          |          |          |          |          |          |          |
| 32.      | Chapter 6 Cutscene Score                                          | 00:40    |          |          |          |          |          |          |          |
| 33.      | The End Cutscene Score                                            | 01:25    |          |          |          |          |          |          |          |
| 34.      | Cotton Alley Menus                                                | 01:08    |          |          |          |          |          |          |          |
| 35.      | 4-bit Meat Boy Theme                                              | 00:30    |          |          |          |          |          |          |          |
| 36.      | Internets Menus                                                   | 00:51    |          |          |          |          |          |          |          |
| 37.      | 4-bit Internets Menus                                             | 00:51    |          |          |          |          |          |          |          |
| 38.      | 8-bit Internets Levels                                            | 01:41    |          |          |          |          |          |          |          |
| 39.      | 90's Ad Track                                                     | 01:18    |          |          |          |          |          |          |          |
| 40.      | World Map Theme (unused)                                          | 01:12    |          |          |          |          |          |          |          |
| 41.      | World Map Theme 2 (unused)                                        | 01:34    |          |          |          |          |          |          |          |
| 42.      | Character Select Theme (unused)                                   | 00:34    |          |          |          |          |          |          |          |
| 43.      | Character Select Theme 2 (unused)                                 | 01:19    |          |          |          |          |          |          |          |
| 44.      | Demo Cutscene Score                                               | 00:23    |          |          |          |          |          |          |          |
| 45.      | Dun Dun Dun? (unused)                                             | 00:04    |          |          |          |          |          |          |          |
| 46.      | The battle of Lil' Slugger (extended)                             | 03:26    |          |          |          |          |          |          |          |
| 47.      | Betus Blues RETRO (Ch 2 Warp Zone Extended Cut)                   | 03:24    |          |          |          |          |          |          |          |
| 48.      | Can o' Salt (Ch 3 Light World Extended Cut)                       | 03:12    |          |          |          |          |          |          |          |
| 49.      | FamilyJules7X – Tetanus Blues (REMIX)                             | 02:51    |          |          |          |          |          |          |          |
| 50.      | Magnus "Souleye" Pålsson – Just Love (REMIX)                      | 03:39    |          |          |          |          |          |          |          |
| 51.      | Big Giant Circles – Big Giant Throbbing Rocket (REMIX)            | 04:16    |          |          |          |          |          |          |          |
| 52.      | Acapella Rockapella Soundtrack Medley                             | 01:23    |          |          |          |          |          |          |          |
| 1:30:09  |                                                                   |          |          |          |          |          |          |          |          |

## Accueil

### Critique
Super Meat Boy a été globalement acclamé par la critique. Le jeu obtient des notes de 90,5 % et 90/100 sur les sites GameRankings et Metacritic. Les notes sont semblables de la version Xbox 360 à la version PC.

Un des points soulignés par de nombreuses critiques est la bande-son du jeu, d'une qualité rare. 

### Ventes
En janvier 2012, le jeu atteint le million de copies vendues.

## Postérité
Super Meat Boy est apparu comme caméo dans Bit.Trip Runner, Bit.Trip Fate et Bit.Trip Presents Runner 2: Future Legend of Rhythm Alien, ainsi que dans ilomilo. Un jeu flash parodique, Super Tofu Boy, est édité par la PETA le 1er décembre 2010, pour protester contre le jeu et promouvoir le végétarisme. En réponse, Team Meat ajoute le lendemain sa propre version de Tofu Boy sur la version PC de leur jeu.
Le 29 août 2014, la Team Meat annonce le développement de Super Meat Boy Forever sur Steam, tablettes et smartphones. Le jeu s'apparente à un « runner » dans lequel le personnage court automatiquement, mais le joueur dispose de différents mécanismes pour contrôler la trajectoire du personnage. Le jeu propose un système de génération aléatoire de niveau, mais basé sur un système de difficulté progressive. En août 2017, le jeu est annoncé pour 2018 sur Microsoft Windows, Nintendo Switch, PlayStation 4, Xbox One, iOS et Android. Le jeu sort finalement fin 2020 et début 2021.

### Articles
1. ↑  (en) Matt Casamassina, « Super Meat Boy's Hidden Depth », IGN, 14 octobre 2009 (consulté le 16 décembre 2010)
2. ↑  (en) Ian Adams, « Interview: Super Meat Boy's Silly Take On Classic Platformers », sur Gamasutra, 19 octobre 2010 (consulté le 15 décembre 2015)
3. 1 2 3 4 5 6 7  (en) Nathan Meunier, « Indie Queue: Meat Boy Gets Supersized », The Escapist, 5 avril 2009 (consulté le 24 janvier 2015)
4. ↑  (en) Henry Gilbert, « Super Meat Boy's retro reference guide », sur GamesRadar+, 2 novembre 2010 (consulté le 15 décembre 2015)
5. 1 2  (en) Corbie Dillard, « Team Meat Interview – Super Meat Boy », Nintendo Life, 1er septembre 2009 (consulté le 16 décembre 2010)
6. 1 2 3 4  (en) Edmund Mcmillen et Tommy Refenes, « Postmortem: Team Meat's Super Meat Boy », Gamasutra, 14 avril 2011 (consulté le 14 avril 2011), p. 1
7. ↑  (en) Edmund Mcmillen, « Meat boy (map pack) », Newgrounds (consulté le 16 décembre 2010)
8. 1 2 3  (en) Gillen McAllister, « Team Meat Vs The World: Part 1 », Gamereactor, 17 novembre 2010 (consulté le 11 avril 2011)
9. ↑  (en) Ian Adams, « Interview: Super Meat Boy's Silly Take On Classic Platformers », Gamasutra, 19 octobre 2010 (consulté le 12 avril 2011)
10. 1 2 3 4 5  (en) Edmund Mcmillen et Tommy Refenes, « Postmortem: Team Meat's Super Meat Boy », Gamasutra, 14 avril 2011 (consulté le 14 avril 2011), p. 2
11. 1 2 3 4  (en) Edmund Mcmillen et Tommy Refenes, « Postmortem: Team Meat's Super Meat Boy », Gamasutra, 14 avril 2011 (consulté le 14 avril 2011), p. 3
12. ↑  (en) « Its a secret to everyone! », Team Meat via Twitter, 22 février 2010 (consulté le 17 décembre 2010)
13. ↑  (en) Edmund Mcmillen, « Meat Boy on XBLA! », Newgrounds, 23 février 2010 (consulté le 17 décembre 2010)
14. ↑  (en) Kyle Orland, « GDC 2011: Team Meat Discusses Super Meat Boy's Nearly Lethal Development », Gamasutra, 28 février 2011 (consulté le 12 avril 2011)
15. 1 2 3  (en) Edmund Mcmillen et Tommy Refenes, « Postmortem: Team Meat's Super Meat Boy », Gamasutra, 14 avril 2011 (consulté le 14 avril 2011), p. 4
16. ↑  (en) Fred Dutton, « Super Meat Boy gets Mac release »(Archive.org • Wikiwix • Archive.is • Google • Que faire ?), Eurogamer, 18 novembre 2011 (consulté le 1er décembre 2011)
17. ↑  (en) Mark Brown, « Gaming Humble Indie Bundle 4 zips up Cave Story, Meat Boy, Shank and more », sur Wired, 14 décembre 2011 (consulté le 17 janvier 2012)
18. ↑  (en) Robert Purchese, « Team Meat "can't ever do a PS3 version" », Eurogamer, 12 novembre 2010 (consulté le 3 décembre 2011)
19. ↑  « Super Meat Boy revient sur PS4 et Vita le 6 octobre », sur Jeuxvideo.com, 11 septembre 2015 (consulté le 3 octobre 2015).
20. ↑  (en) Michael McWhertor, « Size Limit Spoils Super Meat Boy's November Release On WiiWare », sur Kotaku, 1er novembre 2010 (consulté le 17 décembre 2010)
21. ↑  (en) « Twitter / @Team Meat », Team Meat via Twitter, 23 décembre 2010 (consulté le 24 décembre 2010)
22. ↑  (en) Lucas Sullivan, « Check out all the additives in the retail release of Super Meat Boy Ultra Edition », sur PC Gamer, 8 avril 2011 (consulté le 22 janvier 2012)
23. ↑  (en) Fred Dutton, « Team Meat prototyping Super Meat Boy iOS concept », Eurogamer, 8 février 20120 (consulté le 10 février 2012)
24. ↑  (en) Tyler Nagata, « Tiger Handheld version of Super Meat Boy is supposed to suck »(Archive.org • Wikiwix • Archive.is • Google • Que faire ?), GamesRadar+, 5 avril 2010 (consulté le 17 décembre 2010)
25. ↑  (en) Stephen Totilo, « Apple Bans Game, Days After Developer Publicly Trashes App Store », Kotaku, 19 mars 2010 (consulté le 17 décembre 2010)
26. ↑  (en) Tom Magrino, « WarioWare DIY gets 'big name' creators », GameSpot, 23 mars 2010 (consulté le 1er décembre 2011)
27. ↑  (en) Edmund McMillen, « You Need this stuff! », Team Meat, 11 février 2011 (consulté le 11 avril 2011)
28. ↑  (en) « Super Meat Boy Shirt », Newgrounds (consulté le 17 décembre 2010)
29. ↑  (en) « EdmundM on Etsy », Etsy (consulté le 17 décembre 2010)
30. ↑  (en) Edmund McMillen, « Super Meat Boy Store in full effect! », Team Meat, 8 novembre 2010 (consulté le 11 avril 2011)
31. ↑  (en) Owen Good, « The First Four Super Meat Boy Figurines Have Arrived », Kotaku, 9 avril 2011 (consulté le 11 avril 2011)
32. ↑  (en) « Voxelous - Super Meat Boy », Voxelous (consulté le 7 février 2012)
33. ↑  (en) Evan Lahti, « Behind the music: an interview with Super Meat Boy composer Danny Baranowsky », PC Gamer, 4 avril 2011 (consulté le 12 avril 2011)
34. ↑  (en) « Super Meat Boy! Soundtrack », Bandcamp (consulté le 17 décembre 2010)
35. ↑  (en) Edmund McMillen, « Super Meat Boy Physical Soundtrack is out! », Team Meat, 11 janvier 2011 (consulté le 11 avril 2011)
36. ↑  (en) Fred Dutton, « Super Meat Boy tunes for Rock Band », Eurogamer, 9 février 2011 (consulté le 1er décembre 2011)
37. ↑  « Super Meat Boy aura une bande-son différente sur PS4 et Vita », sur Jeuxvideo.com, 3 octobre 2015 (consulté le 3 octobre 2015).
38. ↑  « Le million pour Super Meat Boy », sur Gamekult, 3 janvier 2012 (consulté le 3 octobre 2015).
39. ↑  (en) « Bit.Trip Runner Video Game, Debut Trailer », GameTrailers, 8 mars 2010 (consulté le 17 décembre 2010)
40. ↑  (en) « Play PETA's Super Meat Boy parody game, Super Tofu Boy », People for the Ethical Treatment of Animals (consulté le 17 décembre 2010)
41. ↑  (en) Russ Frushtick, « 'Super Meat Boy' Honors PETA With Unlockable Character », MTV, 2 décembre 2010 (consulté le 1er décembre 2011)
42. ↑  (en) Edmund McMillen, « Announcing Super Meat Boy Forever! »(Archive.org • Wikiwix • Archive.is • Google • Que faire ?), sur Site officiel de Super Meat Boy, 20 août 2014 (consulté le 20 décembre 2015)
43. ↑  (en) Jordan Devore, « Super Meat Boy Forever is a 'true sequel' due out in 2018 », sur destructoid.com, 30 août 2017 (consulté le 14 décembre 2017).

### Tests
1. 1 2 3 4 5 6 7  boulapoire, « Test de Super Meat Boy », sur Gamekult, 22 octobre 2010 (consulté le 18 janvier 2015)
2. 1 2 3 4 5 6 7 8  Logan, « Test : Super Meat Boy », sur Jeuxvideo.com, 1er décembre 2010 (consulté le 12 janvier 2015)
3. 1 2 3 4  (en) Henry Gilbert, « Super Meat Boy review », sur GamesRadar+, 20 octobre 2010 (consulté le 18 janvier 2015)
4. ↑  Raphi le Sobre, « Test de Super Meat Boy », Canard PC, no 225 S,‎ 21 décembre 2011
5. ↑  « Super Meat Boy », Edge, no Noël 2010,‎ 16 décembre 2010, p. 103
6. ↑  (en) Jeff Marchiafava, « Super Meat Boy », sur Game Informer, 21 octobre 2010 (consulté le 18 janvier 2015)
7. ↑  (en) Tyler Wilde, « Super Meat Boy review », sur PC Gamer, 10 décembre 2010 (consulté le 18 janvier 2015)
8. ↑  (de) Daniel Matschijewsky, « Super Meat Boy im Test », sur GameStar, 12 janvier 2011 (consulté le 18 janvier 2015)
9. ↑  Joe Leonard, « Super Meat Boy Review » [archive du 7 mai 2011], 1UP.com, 18 octobre 2010 (consulté le 18 décembre 2010)
10. ↑  (en) Tom Bramwell, « Super Meat Boy », sur Eurogamer, 18 octobre 2010 (consulté le 18 janvier 2015)
11. ↑  (en) Tom Mc Shea, « Super Meat Boy review », sur GameSpot, 20 octobre 2010 (consulté le 18 janvier 2015)
12. ↑  (en) Daemon Hatfield, « Super Meat Boy Review », sur IGN, 1er décembre 2010 (consulté le 18 janvier 2015)
13. ↑  (es) Alberto Pastor, « Super Meat Boy », sur 3djuegos, 22 octobre 2010 (consulté le 18 janvier 2015)
14. ↑  (nl) Marcel Vroegrijk, « Super Meat Boy », sur Gamer.nl, 27 octobre 2010 (consulté le 18 janvier 2015)

### Autre
1. ↑  (en) « Super Meat Boy », sur Metacritic